# 板チタン石
板チタン石（いたチタンせき、brookite）は、鉱物（酸化鉱物）の一種。ブルカイトあるいはブルッカイトともいう。
名前はイギリスの結晶学者 Henry James Brooke にちなむ。

## 産出地
火成岩や変成岩中に産する。

## 性質・特徴
化学組成は TiO2（酸化チタン(IV)）で、ルチル（正方晶系）、鋭錐石（正方晶系）とは多形の関係にある。結晶系は斜方晶系。

## 用途・加工法
宝石などに使用される。